# Gare de Berkåk
La gare de Berkåk est une gare ferroviaire de la ligne de Dovre ; la gare est située dans le village de Berkåk qui est rattachée à la commune de Rennebu dans le comté et région de Trøndelag.
La station a été exploitée sous le nom provisoire de Birka Aker jusqu'au 23 décembre 1915. Depuis 1968, la gare est automatisée.

## Situation ferroviaire
La gare se situe sur la ligne de Dovre qui relie Oslo à Trondheim, sur la commune de Rennebu.